# Крюков Петро Васильович
Петро Васильович Крюков (18 червня 1886, місто Козлов Тамбовської губернії, тепер місто Мічурінськ Тамбовської області, Російська Федерація — 6 червня 1971, місто Москва, Російська Федерація) — радянський діяч, відповідальний секретар Воронезького губернського комітету РКП(б), член ЦВК СРСР 3-го скликання. Член Центральної контрольної комісії ВКП(б) у 1930—1934 роках. 

## Біографія
Працював робітником-ливарником. Служив у російській армії, учасник Першої світової війни.
Член РСДРП(б) з 1915 року. За революційну діяльність перебував у в'ящниці.
Після жовтневого перевороту 1917 року — голова Острогозької ради Воронезької губернії.
У 1920-х роках — секретар Воронезької губернської контрольної комісії РКП(б); завідувач організаційного відділу Воронезького губернського комітету РКП(б).
У січні 1925 — липні 1926 року — відповідальний секретар Воронезького губернського комітету РКП(б).
У 1929—1930 роках — відповідальний інструктор ЦК ВКП(б).
З 1930 року — заступник керуючого інспекції промисловості та праці Народного комісаріату робітничо-селянської інспекції РРФСР.
На 1934 рік — секретар партійної комісії ВКП(б) Московсько-Казанської залізниці.
Потім — персональний пенсіонер у Москві.
Помер 6 червня 1971 року. Похований в Москві на Новодівочому цвинтарі.